# À quelques jours près
Pour plus de détails, voir Fiche technique et Distribution.
À quelques jours près est un film franco-tchécoslovaque réalisé par Yves Ciampi et sorti en 1969.

## Synopsis
Une jeune femme mariée part en Tchécoslovaquie pour ses études, et tombe amoureuse d'un de ses professeurs, alors que se produisent les évènements du Printemps de Prague.

## Fiche technique
- Titre anglais : A Matter of Days
- Réalisation : Yves Ciampi
- Scénario : Yves Ciampi, Vladimír Kalina, Alena Vostrá
- Photographie : Vladimír Novotný, Claude Saunier
- Montage : Georges Alépée
- Musique : Jean-Jacques Debout, Christian Gaubert, Svatopluk Havelka
- Sociétés de production : Renn Productions, Carla Films
- Durée : 100 minutes (ou 96 minutes)[1]
- Dates de sortie: 
  -  France : 30 avril 1969
  -  Tchécoslovaquie : 24 octobre 1969

- Affiche : Michel Landi

## Distribution
- Thalie Frugès : Françoise
- Vít Olmer : Pavel
- Philippe Baronnet : Jean-Louis
- Jana Sulcová : Vladena
- Milan Mach : le père
- Michel Ducrocq : Philippe
- Josef Cáp : Stasek
- Valérie Vienne : Maite
- Radúz Chmelík : le professeur
- Ota Ornest : Kotas
- Petr Svojtka : Kotalík
- Dorothée Blanck
- Pascal Fardoulis